# Athavadi, Sagar
Athavadi là một làng thuộc tehsil Sagar, huyện Shimoga, bang Karnataka, Ấn Độ.